# Скат (БПЛА)
«Скат» — розвідувальний та ударний безпілотний літальний апарат (БПЛА). Повнорозмірний макет БПЛА «Скат» побудований на дослідному виробництві РСК «МіГ» влітку 2007 р. і вперше показаний групі журналістів у рамках авіасалону МАКС-2007 у Жуковському в одному з ангарів РСК «МіГ».
За заявою генерального директора РСК «МіГ» Сергія Короткова, розробку безпілотного ударного літального апарата «Скат» припинено; проект було припинено через відсутність фінансування. Рішенням Міністерства оборони Росії за результатами відповідного тендеру головним розробником перспективного ударного БПЛА  було обрано компанію «Сухой». При цьому наробок по «Скату» буде використаний при розробці «родини» БПЛА «Сухого», і РСК «МіГ» братиме участь у цих роботах.
22 грудня 2015 року в інтерв'ю (газеті Відомості) з генеральним директором РСК "МіГ" Сергієм Коротковим було сказано, що роботи зі "Скату" продовжуються; робота йде спільно з ЦАГІ; фінансування розробки здійснює Мінпромторг РФ.
У червні 2019 року генеральний директор РСК "МіГ" Ілля Тарасенко повідомив, що технічне завдання на БПЛА планується затвердити в Міністерстві оборони до кінця року.
СКАТ-350М виготовляє ТОВ «Іжевський авіаційний завод». Становм на серпень 2025 року виробник встановлює датчики виявлення наближення FPV-дрона, після виявлення БПЛА виконує маневри, щоб ухилитися.

## Призначення
- Ведення розвідки;
- Нанесення ударів по наземних цілях авіабомбами та керованими ракетами (Х-59);
- Знищення радіолокаційних систем ракетами (Х-31).

## Льотно-технічні характеристики

Три проекції БПЛА «Скат»

### Технічні характеристики
- Екіпаж: відсутній [5]
- Довжина: 10,25 м
- Розмах крила: 11,50 м
- Висота: 2,7 м
- Шасі : трьохопорне
- Максимальна злітна вага: 20000 кг
- Двигун: 1 × ТРДД РД-5000Б із плоским соплом
- Тяга :
  - безфорсажна: 1 × 5040 кгс
- Тягоозброєність :
  - при максимальній злітній масі: 0,25 кгс/кг

### Льотні характеристики
- Максимальна швидкість на великій висоті: 850 км/год (0,8 М )
- Дальність польоту: 4000 км
- Бойовий радіус: 1200 км
- Практична стеля : 15 000 м

### Озброєння
- Бойове навантаження: 6000 кг
- Точки підвіски: 4, у внутрішніх бомбовідсіках
- Варіанти підвіски:
- 2 × Х-31А «повітря-поверхня»
- 2 × Х-31П «повітря-РЛС»
- 2 × КАБ -250 (250 кг)
- 2 × КАБ-500 (500 кг)

### Самозахист
Датчик виявлення наближення FPV-дрона, виконує маневри, щоб ухилитися.